# 建畠晢
建畠 晢（たてはた あきら、1947年8月1日 - ）は、日本の詩人、美術評論家。京都芸術センター館長、草間彌生美術館館長、川口市立美術館館長。元多摩美術大学学長、多摩美術大学名誉教授。元京都市立芸術大学学長、京都市立芸術大学名誉教授。元国立国際美術館長。元埼玉県立近代美術館館長。専門は現代美術。
兄は彫刻家・日本大学芸術学部教授の建畠朔弥、父は彫刻家の建畠覚造、祖父は彫刻家の建畠大夢。

## 経歴
京都府生まれ。早稲田大学文学部仏文学科卒業。「芸術新潮」編集者、国立国際美術館主任研究官を経て、1991年、多摩美術大学美術学部芸術学科助教授、1995年、同教授、2005年より客員教授、2015年より学長。2005年、国立国際美術館長、独立行政法人国立美術館理事に就任。2011年より京都市立芸術大学学長、埼玉県立近代美術館館長。2017年、草間彌生美術館館長。この間、コロンビア大学客員研究員（2000-2003年）、東京藝術大学客員教授（2008-2010年）などを務める。
1990年、1993年、ヴェネチア・ビエンナーレ日本館コミッショナー、2001年、横浜トリエンナーレアーティスティック・ディレクター、2010年、あいちトリエンナーレ芸術監督。
また、詩人としては、1991年に『余白のランナー』で第2回歴程新鋭賞、2005年に『零度の犬』で第35回高見順賞、2013年に『死語のレッスン』で第21回萩原朔太郎賞を受賞。
あいちトリエンナーレ2019の芸術監督を選ぶ「芸術監督選考委員会」の委員長を務めた。2017年7月18日、同委員会はジャーナリストの津田大介を選任。建畠は2019年のあいちトリエンナーレ委員会の委員を務めている。

## 著書
- 『詩集 余白のランナー』（思潮社） 1991.4
- 『詩集 そのハミングをしも』（思潮社） 1993.7
- 『詩集 パトリック世紀』（思潮社） 1996.6
- 『問いなき回答 オブジェと彫刻』（五柳書院） 1998.6
- 『未完の過去 絵画とモダニズム』（五柳書院） 2000.2
- 『詩集 零度の犬』（書肆山田） 2004.11
- 『ダブリンの緑』（五柳書院） 2005.5
- 『詩集 死語のレッスン』（思潮社） 2013.7
- 『詩集 剥製篇』（思潮社） 2021.9

### 編纂
- 『宮川淳 絵画とその影』（編、みすず書房、大人の本棚） 2007

### 共編著
- 『騒々しい静物たち』（篠田達美共著、新潮社、とんぼの本） 1993.9
- 『現代アート入門 <今>に出会う歓び』（小林康夫共編、平凡社） 1998.9
- 『現代美術、彼らにとっての存在理由』（多摩美術大学建畠ゼミ2000） 2001.1
- 『ミュージアム新時代 世界の美術館長によるニュー・ビジョン』（慶應義塾大学出版会） 2009.3